# (32745) 1981 DO1
1981 DO1 (asteroide 32745) é um asteroide da cintura principal. Possui uma excentricidade de 0.19537350 e uma inclinação de 6.06469º.
Este asteroide foi descoberto no dia 28 de fevereiro de 1981 por Schelte J. Bus em Siding Spring.